# Zabytkowy cmentarz w Ostrowie
Zabytkowy cmentarz w Ostrowie – znajduje się w województwie podkarpackim, na południe od kościoła w powiecie przeworskim, w gminie Gać, w Ostrowie. 
Cmentarz wpisany został do rejestru zabytków nieruchomych województwa podkarpackiego.
Cmentarz rzymskokatolicki tzw. Stary z połowy XIX wieku znajduje się na południe od kościoła i należy do parafii św. Fabiana i św. Sebastiana. Najstarszy nagrobek pochodzi z połowy XIX wieku. W neogotyckiej kaplicy znajdują się krypty z prochami m.in. Jana Balwierczaka, kanonika i proboszcza zmarłego w 1903 roku . 
Na 1/3 cmentarza znajdują się nagrobki i mogiły, reszta terenu jest pusta. Z dawnego terenu obiektu zachowała się tablica neogotycka z kryptami Jana Balwierczaka — kanonika i proboszcza, który zmarł w 1903 roku. Najstarszy nagrobek pochodzi z połowy XIX wieku.